# 青森市立筒井小学校
青森市立筒井小学校（あおもりしりつ つついしょうがっこう）は、青森県青森市筒井1丁目にある公立小学校。荒川に面した場所にある。

## 概要
かつて市内では最大規模の児童数を有する小学校だった。最も児童が多かったのは1980年度（昭和55年度）であり、男子704人、女子707人の計1411人が在籍していた。青森市立幸畑小学校や青森市立筒井南小学校が創立されたことなどもあり、近年は1学年あたり2ないし3クラスで400人台を推移している。進学先はほぼ全員が筒井中学校である。少し家などを挟むが交差点を挟んで向かいには青森高校、ローソン青森高校前店がある。
校歌の作詞者は青森県第三中学校（青森高校の前身）勤務の中里忠香で、作曲者の方は不明だが釜萢善作という説がある。制作された年は、新校舎落成付近の年とみられるが当時の資料が存在せず証拠が無いため不明である。
校章の制作された経緯の詳細は不明。アイデア自体は古く、大正期には既に「蛍雪の功」を図案化したものとなっていたとされるが、原図が存在しないためデザインが何度も変わった。現存する最古の校章は1936年（昭和11年）度のものであるが、これには星と一緒に書かれている。デザインの度重なる変更を経て、現在の校章が出来上がったのは1974年度（昭和49年度）である。

## 沿革
- 1875年（明治8年）4月21日 - 堤小学として、浦町村字堤に開校[5]。
- 1879年（明治12年）12月 - 浜田小学を統合。
- 1880年（明治13年）
  - 5月 - 奥野8番地に校舎を落成し、移転。
  - 7月 - 「堤尋常小学校」に改称し、初等科・中等科に改編。
- 1881年（明治14年）10月 - 浦町学区を設置。筒井村・幸畑村・浜田村・浦町村字奥野が同学区となった。
- 1882年（明治15年）7月 - 「堤小学校」に改称。
- 1885年（明治17年）12月 - 筒井村5番地に校舎を落成し、移転。
- 1887年（明治20年）4月 - 「堤尋常小学校」に改称[5]。
- 1889年（明治22年）8月 - 温習科を開設。
- 1890年（明治23年）4月 - 「東津軽郡第40学区堤尋常小学校」に改称。
- 1893年（明治26年）11月23日 - 校舎を改築。
- 1896年（明治29年）4月15日 - 補習科を開設（修業年限2か年）。
- 1897年（明治30年）11月15日 - 高等科を開設し、「筒井尋常高等小学校」に改称。青森偕行社付属小学校を統合[5]。
- 1898年（明治31年）6月25日 - 校舎を増築。
- 1900年（明治33年）8月 - 校旗を樹立[5]。
- 1901年（明治34年）
  - 1月6日 - 同窓会発表式を挙行。
  - 6月8日 - 徽章を制定。
  - 9月16日 - 校舎を増築。
- 1908年（明治41年）11月3日 - 校舎新築落成式を挙行[5]。
- 1926年（大正15年）
  - 7月30日 - 青年訓練所筒井農業補習学校開所式を挙行。
  - 11月4日 - 幸畑分教場を開設。
- 1932年（昭和7年）
  - 9月28日 - 学校給食を開始。ただし対象者は「貧困児童」のみで、一般希望者に対しては実費を徴収。
  - 12月12日 - 体育館を落成。
- 1941年（昭和16年）4月1日 - 国民学校令施行に伴い、「筒井国民学校」に改称[5]。
- 1947年（昭和22年）4月1日 - 学校教育法（新学制発足）に伴い、「筒井村立筒井小学校」に改称。高等生を筒井中学校に移籍[5]。
- 1952年（昭和27年）8月31日 - 筒井村の町制施行に伴い、「筒井町立筒井小学校」に改称。
- 1955年（昭和30年）1月1日 - 筒井町の青森市への編入合併に伴い、「青森市立筒井小学校」に改称[5]。
- 1964年（昭和39年）
  - 9月1日 - 浜館小学校田代平分校を当校の分校に移行[5]。
  - 10月1日 - 給食調理室が完成し、完全学校給食を開始[5]。
- 1969年（昭和44年）
  - 4月1日 - 田代平分校が青森市立田代平小学校として独立[5]。
  - 6月 - 新校舎建築工事を開始。
  - 8月24日 - 台風9号により校舎が浸水。
- 1971年（昭和46年）6月16日 - 新校舎を落成。
- 1972年（昭和47年） - 新校舎落成式典を挙行。
- 1973年（昭和48年）4月1日 - 学区変更により、一部児童が浜田小学校と堤小学校に移籍。
- 1974年（昭和49年）3月5日 - 講堂兼体育館落成式を挙行。
- 1975年（昭和50年）4月21日 - 100周年記念植樹祭を開催。
- 1979年（昭和54年）4月1日 - 幸畑小学校開校による学区変更により、児童261名を移籍。
- 1984年（昭和59年）4月1日 - 筒井南小学校開校による学区変更により、全児童の約3分の1にあたる495名を移籍。
- 1985年（昭和60年）10月19日 - 筒井町・青森市合併30周年記念と筒井小学校創立110周年記念を挙行。
- 2011年（平成23年） - 校舎等耐震補強工事を実施[6]。
- 2021年（令和3年）4月 - 遠隔授業を開始。
- 2024年（令和6年）1月15日 - 落成した新校舎での授業を開始[3]。

## 学校行事
主な行事を掲載。
- 始業式
- 入学式
- 新入生を迎える会
- 運動会
- 校外学習（1-4年生）
- 林間学校（5年生）
- 修学旅行（6年生）
- 学習発表会
- スケート教室（4-6年生）
- 卒業生を送る会
- 卒業証書授与式
- 修了式

## 施設概要
主な施設を掲載。
- 校舎・体育館（7,713.3 m2[2]） - 2023年竣工の鉄筋コンクリート造3階建てで、1970年代初頭に落成した鉄筋コンクリート造3階建ての校舎（4,385 m2）および鉄骨造2階建ての体育館（1,060 m2）の後継にあたる[2][3][7]。校舎と体育館は一体構造となっており、コンパクト化を図っている[3]。このうち体育館部分は鉄筋コンクリート造一部鉄骨造2階建て（1,255 m2）で、バスケットボールコート2面分の広さを有する[3][7]。校舎各階にはワークスペースやプレイルームを、校舎中央部には中庭を設けている[3]。1階は職員室をはじめとした管理室や放課後児童会室、特別支援教室などを配置し、普通教室や特別教室は2階と3階に集約した。内装は木材を多用して温もりのある空間に仕上げ、外装は市の景観計画区域内であることを踏まえて周囲に馴染む配色とした[7]。

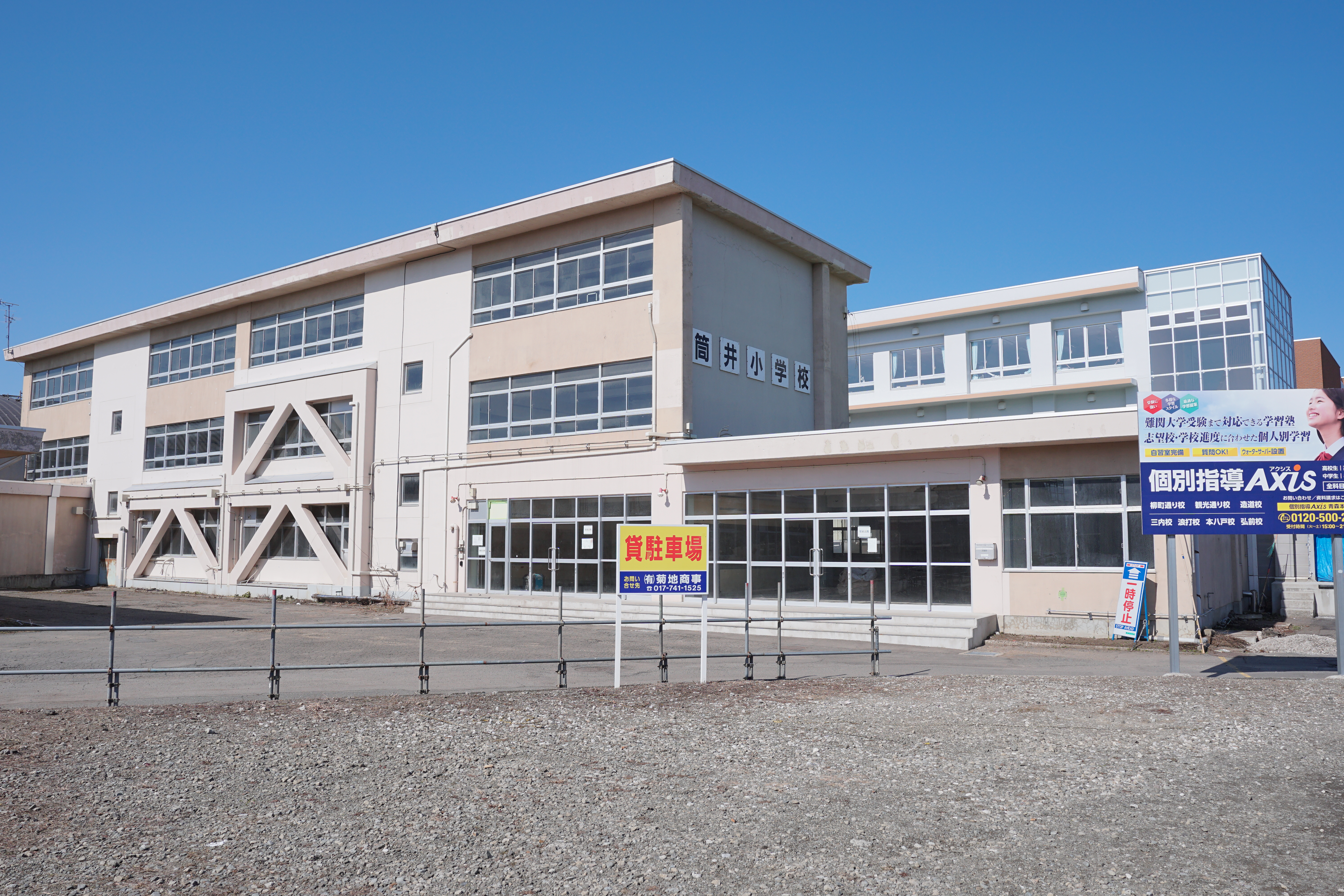
旧校舎（2024年3月）

- 校庭

## 学区
- 桜川（2丁目 - 9丁目）、筒井（1・2丁目の全域、3丁目の一部）、奥野（1丁目 - 4丁目の各一部）。

## アクセス
- 青森市営バス「青森高校前」バス停から、徒歩約100m・約2分。
- 青い森鉄道筒井駅から、徒歩約550m・約8分。

## 周辺
- 青森県道40号青森田代十和田線
- 社会福祉法人筒井福祉会筒井保育園 - 進学前保育園
- 堤川
- 青森県立青森高等学校
- 青森市営バス「青森高校前」バス停
- 青森南簡易郵便局
- 青森市立筒井中学校 - 主な進学先中学校
- 青い森鉄道線筒井駅
- ファミリーマート青森奥野四丁目店
- 青森県道27号青森浪岡線

## 著名な出身者
- 斉藤仁 - 柔道選手、ロサンゼルスオリンピック・ソウルオリンピック金メダリスト
- 三遊亭神楽 - 落語家（円楽一門会所属）